# الرياض (الغربية)
الرياض إحدى قرى مركز زفتى التابع لمحافظة الغربية بجمهورية مصر العربية. 

## السكان
بلغ عدد سكان الرياض 3354 نسمة حسب تقدير عام 2018.
| السنة  | 1947 | 1960 | 1976 | 1986 | 1996 | 2006  | 2018 |
| ------ | ---- | ---- | ---- | ---- | ---- | ----- | ---- |
| القرية | 6530 | 1133 | 1494 | 1832 | 2119 | 2,481 | 3354 |